# Тридентская месса

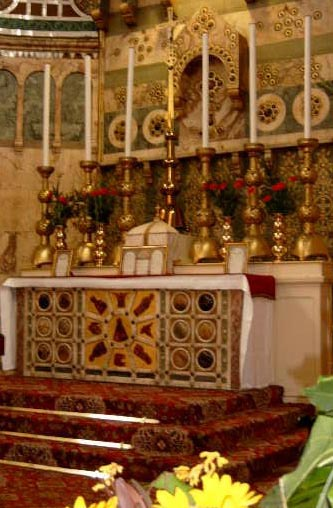
Римско-католический алтарь периода до 1969 года

Тридентская месса — одно из распространённых названий для обозначения литургии римского обряда (мессы), преобладавшей до издания миссала 1969 года. Также употребляются названия Тридентский чин, Тридентская латинская месса, классическая Латинская Месса, Традиционная латинская месса, Старая Латинская месса. В современной католической терминологии Тридентская месса именуется также «экстраординарным обрядом». Этот термин появился впервые в motu proprio папы Бенедикта XVI Summorum Pontificum, изданным 7 июля 2007 года, согласно которому тридентский обряд (в редакции 1962 года) является «экстраординарным» способом совершения литургии в римском обряде (в то время как «ординарным» остаётся Novus Ordo).

## Описание
Литургия римского обряда в своих существенных частях была впервые кодифицирована в VI веке римскими папами Львом I Великим, Геласием I и Григорием I Великим, а нынешний вид приняла во исполнение решений Тридентского собора при папе Пие V в 1570 году, причём большинство католиков-традиционалистов используют редакцию миссала 1962 года, утверждённого папой Иоанном XXIII.

### История термина
Тексты традиционного миссала римского (латинского) обряда восходят к глубокой древности, однако многократно менялись на протяжении столетий и были упорядочены и предписаны практически для всей церкви латинского обряда в 1570 году. Вплоть до 1962 года выходили переиздания данного служебника, содержащие новые праздники в честь новых святых и некоторые изменения в богослужебных рубриках. В указанный период времени данная форма католического богослужения была самой широкораспространённой в католическом мире. Данный чин был закреплён папой Пием V по просьбе Тридентского собора и обнародован 5 декабря 1570 года.
Тридентский собор ясно выразил католический взгляд на мессу, подчеркнув, помимо прочего, жертвенный характер евхаристического богослужения, отрицаемого протестантами. Во исполнение пожеланий собора папа Пий V обнародовал в 1570 году миссал, использовавшийся в римской курии и провозгласил его в качестве унифицированного стандарта для всей церкви. Ордена и епархии, оказавшиеся способными подтвердить свою богослужебную традицию как насчитывающую более двухсот лет, при желании могли её сохранить. Самые известные из числа не римских западных литургических обрядов — амвросианский и мосарабский.

### Различия между Тридентской и «новой» мессами
Католики-традиционалисты не используют ни реформированный римский обряд (Novus Ordo), введённый папой Павлом VI в 1969 году как исполнение решений Второго Ватиканского собора, ни нормы для тридентского миссала, введённые в 1965 году. Старый и новый обряд разнятся не только языком совершения и позицией священника относительно алтаря, но и текстами молитв и целым рядом церемоний. На Тридентской мессе довольно сильно отличаются служба без пения и с пением. Однако всегда «тихая» месса является отражением торжественной литургии. Все тексты, которые поёт хор или схола на петой мессе, произносятся священником и на тихой мессе. Часть церемоний (перенесение миссала, скрытие патены под корпоралом и пурификатором) тихой мессы являются проекциями церемоний торжественной мессы и могут быть поняты только в связи с ней. Поэтому месса в кафедральном соборе и в маленькой часовне не отличалась до реформы по содержанию текстов и церемониям (которые при должной катехизации воспринимались как отблеск мессы полным чином). Распространённым заблуждением является мнение, согласно которому на Тридентской мессе не звучат национальные языки. Они звучат в чтениях, проповеди и в пении народа за «тихой» мессой. На торжественной мессе использование национальных языков ограничивается проповедью и чтениями. При служении Тридентской мессы священник стоит перед алтарём, спиной к народу, versus Deum — по направлению к Богу, то есть на Восток, в том же направлении, что и весь народ. Лицом к народу он поворачивается только в некоторые моменты службы, когда чин мессы предписывает это обращение, например, при словах «Господь с вами», «молитесь, братья».
Как констатировал папа Бенедикт XVI, тридентский миссал никогда не являлся запрещённым, и следовательно, не был отменён ни Вторым Ватиканским собором, ни Павлом VI, при публикации нового служебника в 1969 году. Специальная комиссия кардиналов в 1988 году, рассмотрев вопрос о границах власти римского первосвященника и намерениях Павла VI, пришла к выводу, что Тридентский миссал не мог быть упразднён введением нового служебника и что, соответственно, он никогда не мог быть запрещённым. Решение комиссии тогда не было опубликовано, однако в своем Motu proprio Ecclesia Dei папа Иоанн Павел II призвал епископов к исполнению директив, изложенных в одном из первых «индультов» Quattuor abhinc annos.
В 2007 году Summorum Pontificum папы Бенедикта XVI обозначила редакцию Тридентской мессы 1962 года как «экстраординарную форму римско-католического чина», и данный термин стал использоваться как название данной формы мессы. Другие названия, в том числе и Традиционная месса и Латинская месса, также изредка используются.
В мессах, проводимых без присутствия паствы, римо-католическое священство вправе свободно выбирать между литургической версией 1962 года и «ординарной» формой богослужения. Согласно Summorum Pontificum:
Ст. 2.
В Мессах, совершаемых без народа, любой католический священник латинского обряда — будь то секулярный, либо монашествующий — может использовать или Римский Миссал, обнародованный блаж. Папой Иоанном XXIII в 1962 году, или Римский Миссал, обнародованный Папой Павлом VI в 1970 году, в любой день, за исключением Священного Триденствия. Для совершения такого богослужения по одному или другому Миссалу священнику не требуется никакого разрешения ни Апостольского Престола, ни своего ординария.

Ст. 4. К участию в Святой Мессе, о которой говорится в ст. 2, могут быть допущены – при соблюдении норм права – также верные, которые об этом просят по собственному почину.
Разрешение использовать Тридентскую форму отправления богослужения при присутствии паствы может быть дано настоятелем прихода, Motu Proprio 2007 года даже рекомендует это:
Ст. 5. § 1. В приходах, где существует стабильная группа верных, приверженцев предыдущей литургической традиции, настоятелю следует охотно принять их просьбы о служении Святой Мессы по обряду Римского Миссала, изданному в 1962 году. Он должен предусмотреть, чтобы благо этих верных согласовывалось с обычной пастырской заботой о приходе под руководством епископа в соответствии с кан. 392, избегая разногласий и заботясь о сохранении единства всей Церкви.

Ст. 5. § 3. В особых обстоятельствах, таких как браки, погребения или паломничества, настоятель прихода также должен разрешить богослужения в этой экстраординарной форме верным или священникам, которые просят об этом.

## Литургия Тридентской мессы
Сама месса делится на две части, Литургию катехуменов (оглашенных) и Литургию верных. Верные, или прихожане, устоявшиеся в своей вере, в древности были в самом начале своей католической жизни «отделены» от части служения, не исповедовав свою веру перед всеми остальными прихожанами. Исповедание веры признается непременным условием для участия в совместном евхаристическом служении. Законы «Дидахе» по-прежнему соблюдаются. Исповедание веры является одним из трёх непременных условий к участию в евхаристии (наряду с крещением, правильным исповеданием и праведной жизнью), которые Католическая церковь всегда принимала за обязательные к исполнению и которые были упомянуты также уже во втором столетии н. э. святым Юстином Мучеником (Иустином Философом) (Первая Апология 66:1—20):
Не как обычный хлеб или обычное питие мы принимаем эти, но как Иисус Христос наш Спаситель воплотился по слову Бога и имел и Плоть и Кровь для нашего спасения, так и (как мы были научены) пища, превращённая в Евхаристию евхаристической молитвой, оставленной Им, и через превращение которой и плоть и кровь питаемы, есть Плоть и Кровь воплощённого Иисуса